# 1401년

## 연호
- 명(明) 건문(建文) 3년
- 일본(日本) 오에이(応永) 8년
- 호 왕조(胡朝) 티에우타인(紹成) 원년

## 기년
- 명(明) 혜종 건문제(惠宗 建文帝) 3년
- 조선(朝鮮) 태종(太宗) 원년
- 호 왕조(胡朝) 호한트엉(胡漢蒼) 원년

## 사건
- 음력 6월 12일, 건문제가 조선 태종을 권지고려국사가 아닌, 정식 조선 국왕으로 봉하였다.[1]
- 조선, 밀양부를 밀성군으로 되돌렸다.

## 탄생
- 음력 8월 11일 - 조선의 정수충(鄭守忠)
- 월일 미상 - 조선의 김세민(金世敏)·류규(柳規)·성봉조(成奉祖)·윤사분(尹士昐)·이계린(李季疄)

## 사망
- 음력 1월 14일 - 조선의 청성백(靑城伯) 심덕부(沈德符)
- 음력 5월 14일 - 조선의 호조전서(戶曹典書) 이황(李滉)
- 음력 10월 27일 - 조선의 복흥군(復興君) 조반(趙胖)

## 참고 문헌
- 맹사성 등 (1431). 《태종실록》.
- 《세종실록 지리지》(世宗實錄地理志) 〈지리지 > 경상도 > 경주부(慶州府) > 밀양 도호부(密陽都護府)〉